# Single-root IOV
Single root input/output virtualization, або SR-IOV — специфікація, що дозволяє ізолювати ресурси PCI Express з метою покращення керованості та швидкодії. Специфікація визначає механізми спільного використання фізичної шини PCI Express кількома віртуальними машинами. SR-IOV пропонує різні віртуальні функції для різних віртуальних компонентів (наприклад мережевої плати) на фізичному сервері.
SR-IOV дозволяє різним віртуальним машинам спільно користуватися єдиним PCI Express фізичним інтерфейсом.
На відміну SR-IOV, MR-IOV (англ. multi-root I/O virtualization) дозволяє спільно користуватися I/O ресурсами PCI Express між різними ВМ-ми на різних фізичних машинах.